# Mário Coluna
Mário Esteves Coluna, född 6 augusti 1935, död 25 februari 2014 i Maputo, var en portugisisk fotbollsspelare. Han tillbringade största delen av sin karriär i Benfica där han vann 19 titlar, bland annat Europacupen två gånger. Coluna var även lagkapten för det portugisiska landslag som vann brons i VM 1966.

## Karriär
Mário Coluna började spela för Desportivo Lourenço Marques 1951. I klubben utövade han även både basket och friidrott och satte inhemskt rekord i höjdhopp. 1954 värvades han till Benfica, där han under sin första säsong gjorde 14 mål som anfallare. Coluna flyttades till kommande säsong ner som offensiv mittfältare. Coluna gjorde mål i båda finalerna av Europacupen som Benfica vann; först 1961 i 3-2-segern över FC Barcelona och året efter kvitterade han Real Madrids ledning till 3-3. Benfica fick senare en straff som Coluna skulle slagit, men den unge Eusébio frågade om han fick lägga den istället och så blev fallet.
Coluna blev till säsongen 1963/1964 lagkapten för Benfica, vilket han var tills han flyttade till franska Lyon 1970. 8 december 1970 spelades en vänskapsmatch mellan Benfica och ett UEFA lag, för att tacka av Coluna. I UEFA-laget fanns stjärnor som Johan Cruijff, Dragan Džajić, Geoff Hurst, Bobby Moore, Luis Suárez och Uwe Seeler.
Han avslutade senare sin karriär som spelande tränare för amatörlaget Estrela Portalegre i Portugal.
Mário Coluna gjorde 57 landskamper och åtta mål för Portugals landslag,  och vann VM-brons 1966.

## Meriter
Benfica
- Europacupen (2): 1961, 1962
- Primeira Liga (10): 1955, 1957, 1960, 1961, 1963, 1964, 1965, 1967, 1968, 1969
- Portugisiska cupen (7): 1955, 1957, 1959, 1962, 1964, 1969, 1970

Portugal
- VM-brons: 1966